# Wasteland 3
Wasteland 3 é um jogo eletrônico de RPG desenvolvido pela inXile Entertainment e publicado pela Deep Silver. É uma sequência de Wasteland 2 (2014) e foi lançado para Microsoft Windows, PlayStation 4 e Xbox One em 28 de agosto de 2020. As versões inicialmente planejadas do Linux e do macOS foram adiadas para o final de 2020.

## Jogabilidade
Wasteland 3 é um jogo eletrônico de RPG baseado em esquadrão com combate baseado em turnos. Jogado de uma perspectiva isométrica, o jogo apresenta multijogador síncrono e assíncrono. No jogo, os jogadores precisam fazer várias escolhas, o que teria impactos diferentes no mundo do jogo e na história. O jogo apresenta um veículo que os jogadores podem usar para atravessar o mundo e armazenar suprimentos. A campanha principal pode ser jogada em cooperativamente com outro jogador.

## Enredo
Wasteland 3 está situado nas terras desoladas de um Colorado pós-apocalíptico. O jogador assumirá o controle do último membro sobrevivente do Time November, um Ranger Squad do Arizona. O sobrevivente é posteriormente contatado por uma figura misteriosa conhecida como "Patriarca", que se oferece para ajudá-los a voltar para casa com uma condição: que o Ranger primeiro lide com os herdeiros do Patriarca, que estão lutando entre si para sucedê-lo e mergulhar a terra em uma guerra caótica e sem fim.

## Desenvolvimento
Wasteland 3 foi anunciado pela inXile Entertainment em setembro de 2016. Wasteland 3 está sendo desenvolvido usando o motor de jogo Unity. A equipe de desenvolvimento é composta por pessoas que trabalharam em Torment: Tides of Numenera (2017). Tal como aconteceu com Wasteland 2, a inXile optou por crowdfund para o desenvolvimento do jogo. Ao contrário de seus projetos anteriores no Kickstarter, a inXile optou por usar o serviço de crowdfunding de ações, Fig. A campanha de crowdfunding foi lançada em outubro de 2016 e concluída um mês depois com mais de US$ 3 milhões arrecadados.
O jogo estava programado para ser lançado em Linux, PlayStation 4, Windows e Xbox One no quarto trimestre de 2019. Depois que a Xbox Game Studios adquiriu a empresa, a inXile contratou mais funcionários para o desenvolvimento do jogo e adiou sua data de lançamento para o início de 2020. O orçamento do jogo era três vezes maior do que Wasteland 2. O orçamento adicional foi gasto principalmente na implementação de cenas de conversação e contratação de atores de voz. Foi adiado novamente devido às condições de trabalho remoto da inXile na pandemia de COVID-19, enquanto as versões para Mac e Linux foram adiadas para uma data não revelada devido à "decisão da desenvolvedora de focar o lançamento inicial de Wasteland 3 no Windows 10, Xbox One e PlayStation 4".
Uma expansão adicional da história está planejada por meio de conteúdo por download no futuro.
Após uma mobilização por parte dos jogadores brasileiros, foi anunciado pela inXile que o título receberá localização em português brasileiro.

## Recepção
O jogo recebeu críticas geralmente positivas após o lançamento, obtendo uma pontuação de 85 no agregador de críticas Metacritic.